# Station Gąsawa
Station Gąsawa is een spoorwegstation in de Poolse plaats Gąsawa.